# A aquest costat del Paradís
"A aquest costat del Paradís" (títol original en anglès "This Side of Paradise") és el vint-i-quatrè episodi de la primera temporada de la sèrie de televisió de ciència-ficció estatunidenca Star Trek. Escrit per D. C. Fontana i Jerry Sohl (utilitzant el pseudònim de Nathan Butler) i dirigida per Ralph Senensky, es va emetre per primera vegada el 2 de març de 1967.
A l'episodi, l'USS Enterprise visita un planeta on els habitants es troben sota la influència d'una estranya vida vegetal.
El títol està extret del poema "Tiare Tahiti" de Rupert Brooke i de la novel·la de 1920 This Side of Paradise de F. Scott Fitzgerald.

## Argument
L'USS Enterprise està encarregat a una colònia de la Federació a Omicron Ceti III. El capità Kirk, el primer oficial Spock, el cap mèdic Leonard McCoy i altres s'envien cap a la colònia i descobreixen els colons vius i sans, una sorpresa ja que el planeta està banyat per raigs Berthold, una forma de radiació a la qual els humans no poden sobreviure més d'una setmana; els colons van arribar tres anys abans. El seu líder, Elias Sandoval, els dóna la benvinguda i explica que només van perdre les comunicacions a causa d'una fallada en l'equip. També hi és present Leila Kalomi, una botànica que Spock va conèixer a la Terra fa sis anys; ella l'estimava, però ell no va poder correpondre-li el seu amor. El grup de desembarcament nota la manca de vida animal, inclòs el bestiar portat a la colònia. Durant els exàmens mèdics, McCoy no troba cap signe de malaltia o lesió en cap d'ells: fins i tot Sandoval, que s'ha fet una apendicectomia, ara té un apèndix sa. Kirk, tanmateix, insisteix que els colons siguin evacuats a causa dels raigs Berthold, per sobre de les objeccions de Sandoval.
Kalomi s'ofereix a mostrar a Spock com han sobreviscut els colons i el porta a un camp de flors estranyes. Les flors expulsen les espores que cobreixen Spock, després de la qual cosa professa el seu amor per Kalomi, i alegrement ignora les ordres de començar l'evacuació de la colònia. La resta del grup d'aterratge també està exposat a les espores i, amb l'excepció de Kirk, presenta el mateix tipus de comportament. Com a part d'una relació simbiòtica amb els seus hostes humans, les espores proporcionen una salut perfecta, inclosa la protecció dels raigs Berthold.
Kirk torna a la nau mentre la resta de la seva tripulació, sota la influència de les plantes d'espores que s'han portat a bord, s'envien cap al planeta. La tinent Nyota Uhura ha sabotejat el sistema de comunicació per evitar el contacte amb la Flota Estel·lar. Després d'exposar-se a les espores, en Kirk també es prepara per marxar, però quan està a punt de baixar-se, es veu atrapat per la frustració pel seu propi abandonament de la nau. L'efecte de les espores desapareix, i a Kirk li sorprèn que les emocions violentes les destrueixin. Kirk atrau a Spock de nou a bord de l’"Enterprise" i fa servir comentaris racials despectius per incitar-lo a atacar. Quan Spock està a punt de colpejar en Kirk amb un tamboret, s'adona que la influència de les espores sobre ell ha desaparegut.
La Kalomi arriba a bord per trobar que Spock ja no està afectat per les espores, i la seva reacció desconsolada també l'allibera. Kirk i Spock indueixen un efecte similar al planeta de sota emetent una freqüència subsònica irritant als comunicadors de la tripulació, provocant baralles entre els colons i la tripulació. Un cop netejat tothom de les espores, Sandoval accepta l'evacuació.
Quan surten de l'òrbita amb els colons a bord, Kirk li pregunta a Spock sobre les seves experiències al planeta. Spock respon: "Tinc poc a dir, capità, excepte que per primera vegada a la meva vida... vaig ser feliç."

## Repartiment i doblatge al català
La sèrie va ser doblada al català pels estudis Tecni-3 (primera part) i Diálogo (segona part) i emesa a TV3 l’any 1989. Els dobladors de l'episodi foren:
| Personatge                | Actor/actriu     | Veu en català                      |
| ------------------------- | ---------------- | ---------------------------------- |
| James T. Kirk             | William Shatner  | Jordi Boixaderas                   |
| Spock                     | Leonard Nimoy    | Isidre Sola i Llop                 |
| Montgomery Scott 'Scotty' | James Doohan     | Joan Carles Gustems Domènec Farell |
| Hikaru Sulu               | George Takei     | Jaume Nadal Enric Cusí             |
| Nyota Uhura               | Nichelle Nichols | Glòria Roig Azucena Díaz           |
| Leila Kalomi              | Jill Ireland     | Margarida Minguillón               |
| Elias Sandoval            | Frank Overton    | Pep Torrents                       |
| Kelowitz                  | Grant Woods]     | Antoni Forteza                     |
| DeSalle                   | Richard Barrier  | Pep Madern                         |
| Tripulant                 | Eddie Paskey     | Enric Isasi-Isasmendi              |

## Temes
Un document de la Thorneloe University, "Modern Interpretations of the Lotus-Eaters", assenyala els paral·lelismes entre l'episodi i l'Odissea de Homer dels lotòfags: " Aquestes dues històries comparteixen un tema particular: la diversió o l'aturada del viatge (deliberadament o accidentalment) i com la vida real (és a dir, el viatge en si) no es pot viure als extrems. ... La sèrie original de Star Trek es va emetre a finals dels anys 60. Reflecteix el gran canvi social que s'estava produint en aquell moment. ... La idea de viure en pau i limitar les activitats laborals només a l'essencial era (i continua sent, en molts aspectes) contrària a les ideologies i realitats religioses i polítiques d'aquella època. ... La forta ètica del treball protestant present a la societat estatunidenca va significar un esforç constant pel desenvolupament i el domini sobre la natura, sense importar el cost. ... Els colons no van aconseguir fer-ho, per la qual cosa el seu intent de viure en pau i desenvolupar només el que era necessari es va considerar un fracàs (com es va assenyalar cap al final de l'episodi). ... També va ser una època de drogues psicoactives. Les espores de les flors també podrien representar els perills d'aquestes drogues i el seu potencial per ajudar els usuaris a escapar de la realitat."

## Production
- L'escriptor Jerry Sohl va fer substituir el seu nom pel pseudònim "Nathan Butler", després que D. C. Fontana va reescriure l'esborrany original (titulat "The Way of the Spores").[5]
- Aquesta va ser l'última actuació de l'actor Frank Overton abans de la seva mort el 24 d'abril de 1967, menys de dos mesos després de l'emissió de l'episodi.
- Quan Michael Barrier i Grant Woods van ser elegits per interpretar els personatges del tinent Timothy Fletcher i el tripulant Dimont, els noms es van canviar a DeSalle i Kelowitz, a qui els dos actors van interpretar en episodis anteriors.[6]
- La fotografia del pont buit de l’Enterprise es va utilitzar com a fons de pantalla blava a l'episodi Star Trek: The Next Generation "Relíquies", per representar la recreació de l'holocoberta de Scotty de la seva nau.[7]

## Recepció
Zack Handlen de The A.V. Club va donar a aquest episodi una qualificació "A", descrivint-lo com "un episodi intrigantment ambigu", i va elogiar el seu sentit de l'humor.
El 2015, SyFy va classificar aquest episodi com un dels deu episodis essencials de Spock de la sèrie original de Star Trek.
El 2016, SyFy va classificar l'actuació de l'estrella convidada Jill Ireland com a Leila, com la 15a millor estrella convidada de la sèrie original.
El 2016, Empire el va classificar com el 24è millor dels 50 millors episodis de tots els més de 700 episodis de televisió de Star Trek.
El 2016, IGN va classificar "A aquest costat del Paradís" com el 24è millor episodi de tots els Star Trek, incloses les sèries posteriors. Apunten que aquest episodi presenta una mena de romanç entre Spock i un habitant del planeta Omicron Ceti III.
El 2018, PopMatters el va classificar com el 18è millor episodi de la sèrie original.
Una guia de marató de sèries de Star Trek editada el 2018 per Den of Geek va recomanar aquest episodi perquè presentava el trio de personatges Kirk, Spock i Bones de la sèrie original.
El 2019, Nerdist iva incloure aquest episodi a la seva guia de marató de sèries "Best of Spock".